# Carex hypochlora
Carex hypochlora är en halvgräsart som beskrevs av Josef Franz Freyn. Carex hypochlora ingår i släktet starrar, och familjen halvgräs. Inga underarter finns listade i Catalogue of Life.